# Ернст Леополд Игнац фон Залм-Нойбург
Ернст Леополд Игнац фон Залм-Нойбург (на немски: Ernst Leopold Ignaz von Salm und Neuburg; * 1683; † 1 януари 1722 в Оломоуц, Моравия, Чехия) е граф на Залм–Нойбург.
Той е син на граф Франц Леополд фон Залм-Нойбург (1648 – 1702) и съпругата му Мария Херценлаут Шифер, баронеса фон и цу Фрайлинг и Даксберг (1653 – 1711), дъщеря на Рудолф Шифер, фрайхер фон и цу Фрайлинг и Даксберг и Сабина Бларер фон Вартензе.

## Фамилия
Ернст Леополд Игнац фон Залм-Нойбург се жени 1705 г. за графиня Мария Франциска фон Лихтенщайн цу Кастелкорн (* 1685; † 6 ноември 1754). Те имат два сина:
- Карл Ото фон Залм-Нойбург (* 14 май 1709; † 8 декември 1766, Виена), женен I. 1737 г. за графиня Мария Антония Венгерски (* 1721; † 18 юли 1744), II. 1746 г. за графиня Мария Анна Елеонора Царуба фон Хустиран († 1753), III. 1755 г. за графиня Мария Ернестина фон Проскау (1722 – 1806); има деца
- Лудвиг Йохан фон Залм († 1758), женен 1754 г. за фрайин Мария Вилхелмина Ширндингер фон Ширндинг (1733 – 1803)